# Muqarnas

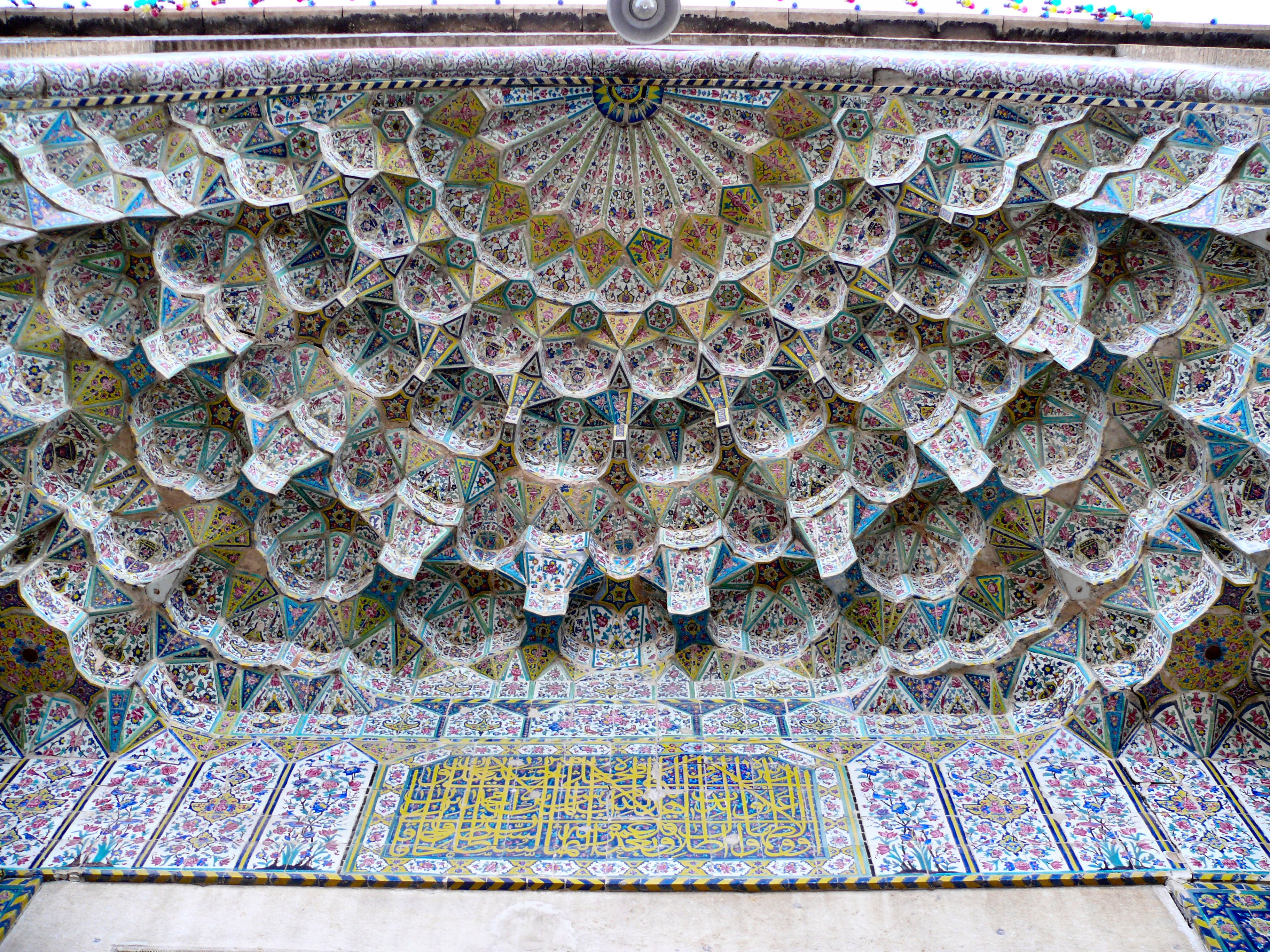
Muqarnas du plafond d'entrée de la mosquée Vakil de Chiraz (Iran).

Les muqarnas (en persan : مقرنس moqarnas ; en arabe : مقرنص muqarnaṣ ; en espagnol : mocárabes) sont des motifs ornementaux de l'architecture islamique depuis l'époque médiévale.

## Description et historique
Il s'agit d'éléments décoratifs en forme de nids d'abeilles et réalisés en yeseria (stuc peint), en bois, en pierre ou en brique. Ces éléments dégringolent en stalactites ou garnissent les voûtes ou l'intérieur des coupoles de nombreux bâtiments musulmans.

Muqarnas décoratifs dans le sanctuaire de Fatima Masoumeh en Iran.
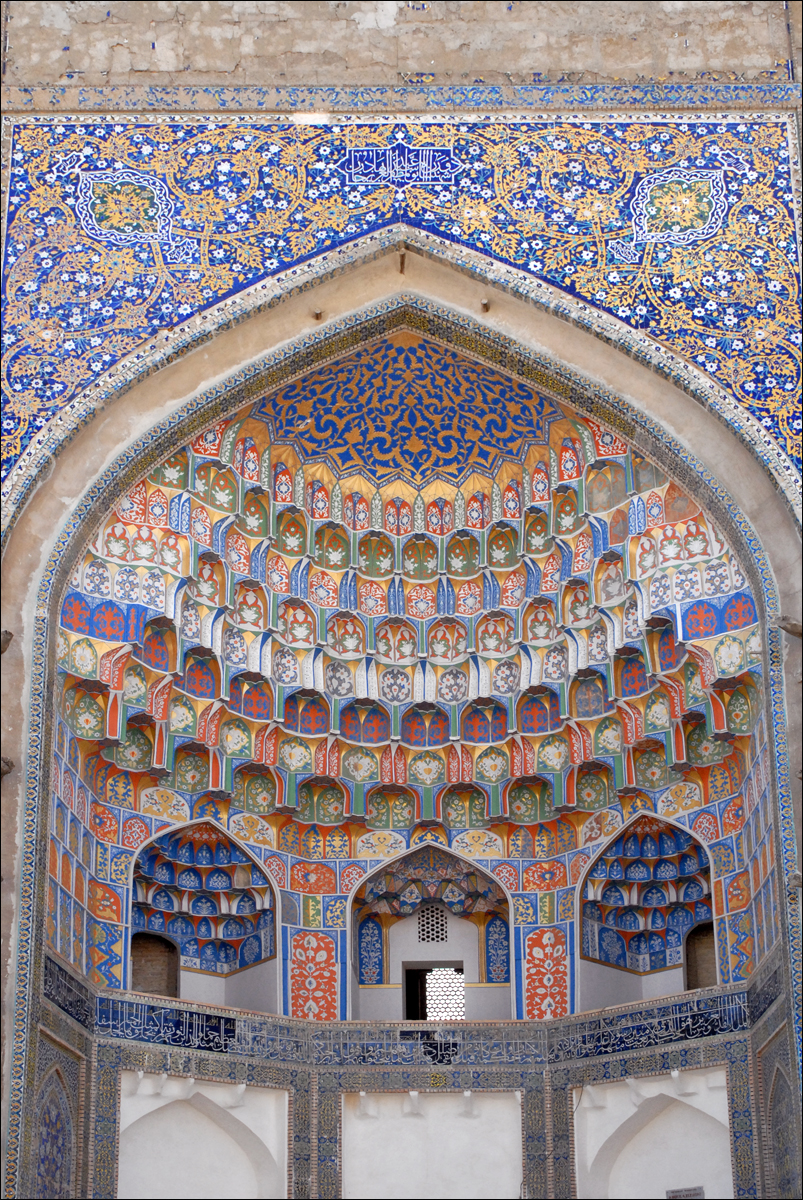
Muqarnas du pishtak d'entrée de la médersa Abdoullaziz-Khan de Boukhara.
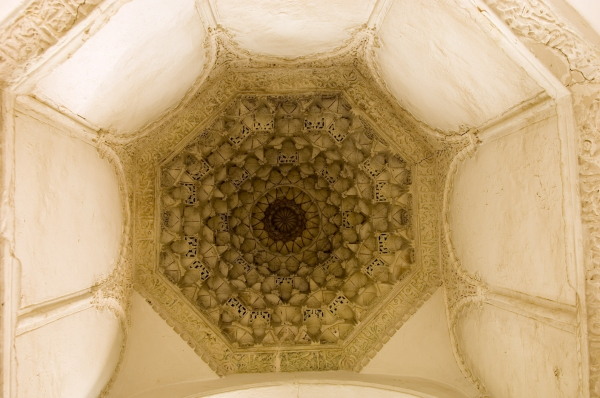
Muqarnas de la mosquée de Sidi Bellahsen (Algérie).
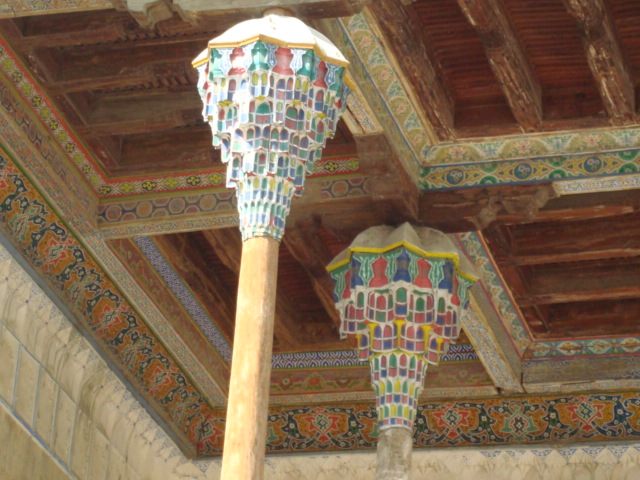
Chapiteaux à muqarnas des colonnes de la mosquée Bolo Haouz de Boukhara.

Selon les thèses orientalistes classiques (notamment persophiles), les premiers muqarnas apparurent en Iran-Irak à la fin du XIe siècle, sous la dynastie seldjoukide. Ils se répandirent ensuite rapidement en Syrie, en Turquie, en Égypte et jusqu'en Andalousie le siècle suivant. Au XIe siècle, la littérature persane les évoque pour la première fois vers 1077-1078 sous le nom de « pieds de gazelle » (ahou pây). Dans le monde chiite est répandue l'idée selon laquelle les muqarnas tireraient  leur origine des réfugiés duodécimains dans les grottes calcaires des monts Elbourz du nord de l'Iran, pleines de stalactites, pour échapper à la torture des Seldjoukides. Ce furent d'abord les mausolées chiites qui se couvrirent de stalactites, avant de devenir à la mode dans le monde islamique. Mode répandue par les maçons duodécimains, puis soufis dont les couvents à l'inverse étaient protégés par les Seldjoukides. Ces grottes symboliques se multipliaient dans les imamzadehs. Ce motif fait écho inconsciemment aux grottes du culte de Mithra quelques siècles plus tôt.
Selon d'autres thèses plus récentes, les proto-muqarnas seraient apparus en Irak-Iran entre le IXe siècle et le Xe siècle (mausolée al-Sulaibiya 862 à Samara, mausolée Arab-Ata 977-978 à Tim en région de Samarkand). L'origine créative du muqarnas serait ainsi structurelle (puis structurelle ornementée, puis ornementale dans ses plus courantes déclinaisons) — comme pour plusieurs autres éléments stylistiques architecturaux —, et en particulier à origine structurelle en briques de terre cuite. Ses formes voutées et fluides en niches-stalactites seraient subséquentes à un typique « effet de saturation », connu en philosophie de l'esthétique, vu la profusion du briquetage géométrique et anguleux (y compris dans les formes originelles du muqarnas) dans l'architecture des premiers siècles islamiques, notamment dans le vaste empire abbasside et ses successeurs (en ce sens, les photos ci-jointes avec la mention « proto-muqarnas » concernent des édifices célèbres avec « proto-muqarnas » ou « muqarnas primitif » : schéma structurel primitif calquant l'un des pendentifs en escalier du caravansérail de Daja-Khatun, le dôme de la cour centrale de la mosquée mosquée Ibn Touloun — vue extérieure explicative du caractère structurel — et partie support de la coupole nord de la mosquée du vendredi d'Ispahan avec son évolution de forme macro en niches et la primitivité des proto-muqarnas de la sous-niche au centre).
Les muqarnas évoqueraient pour certains[Qui ?] le ciel étoilé la nuit dans les déserts, et relieraient leur symbole aux astronomes arabes des cours.[réf. souhaitée]
Ils servent aussi d'éléments de transition harmonieuse, entre la partie haute d'une salle carrée et une coupole qui la surmonte (à l'exemple du salon des ambassadeurs de l'alcazar de Séville).
Lorsque les mocárabes descendent de coins de salle et non du plafond, on parle de « stalactites de nid d'abeille ».
L'architecture nasride combina les muqarnas à l'arc à lambrequins pour créer l'arc à muqarnas.